# Диверсія

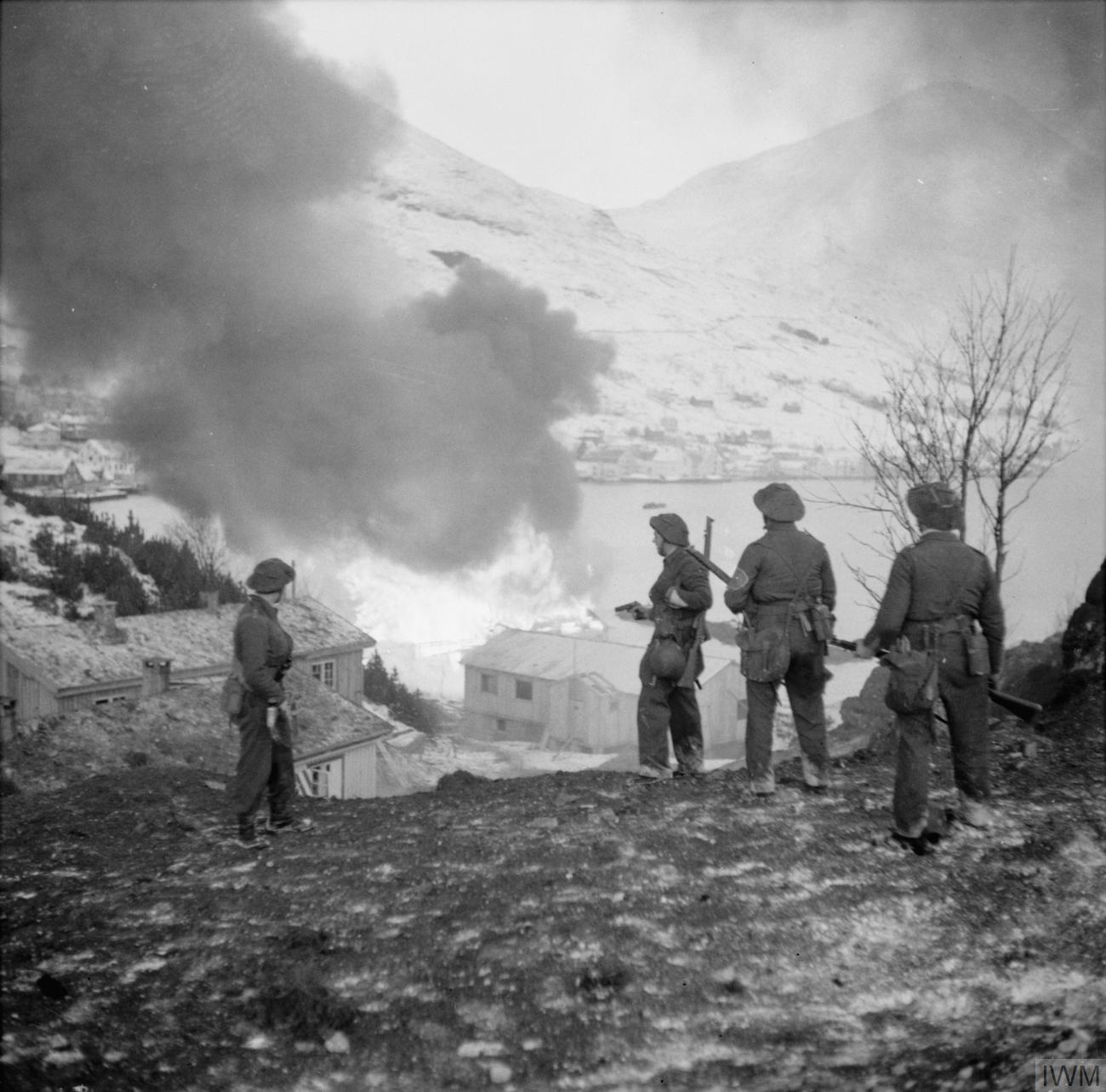
Диверсія англійських парашутистів-диверсантів під час рейду на території окупованої Норвегії, фотозвіт про диверсію') ', 1941 рік.

Диве́рсія — навмисні підривні дії проти економічних або військових об'єктів, а також дії, спрямовані на дезорганізацію управління державних установ та органів місцевого самоуправління в тилу суперника для досягнення певних (часто політичних) цілей, або з метою ослаблення держави загалом.

## Тлумачення
У повсякденній мові — вчинення вибухів, підпалів або інших дій, спрямованих на масове знищення людей, заподіяння тілесних ушкоджень чи іншої шкоди їхньому здоров'ю, а також вчинення з тією самою метою дій, спрямованих на радіоактивне забруднення, масове отруєння, поширення епідемій, епізоотій чи епіфітотій.

## Відповідальність в Україні
Кримінально каране в Україні діяння. Основний об'єкт посягання — національна безпека. Крім того, злочин передбачає обов'язковий додатковий об'єкт — життя та здоров'я особи, власність, довкілля.